# Elevon

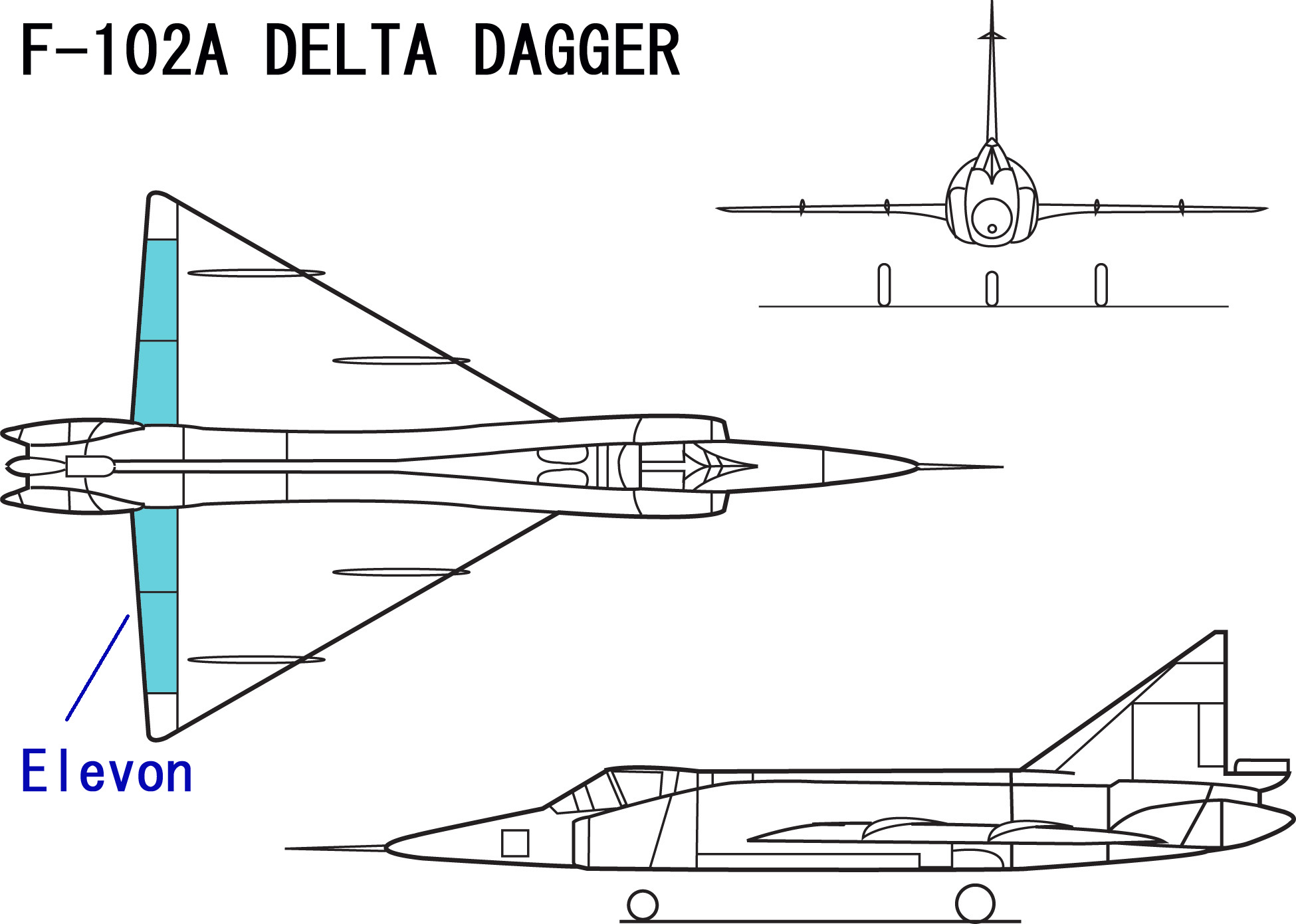
Configuração comum dos elevons.

Elevons ou tailerons são superfícies de controle de aeronaves que combinam as funções do profundor (usado para controle de passo) e do aileron (usado para controle de rolagem), daí o nome. Eles são frequentemente usados em aeronaves sem cauda, como asas voadoras. Um elevon que não faz parte da asa principal, mas sim uma superfície de cauda separada, é um estabilizador (mas os estabilizadores também são usados apenas para controle de inclinação, sem função de rolagem, como na série de aeronaves Piper Cherokee).
Elevons são instalados em cada lado da aeronave no bordo de fuga da asa. Quando movidos na mesma direção (para cima ou para baixo), eles farão com que uma força de inclinação (nariz para cima ou para baixo) seja aplicada à fuselagem. Quando movidos diferencialmente, (um para cima, um para baixo), eles farão com que uma força de rolamento seja aplicada. Estas forças podem ser aplicadas simultaneamente pelo posicionamento apropriado dos elevões e. os elevons de uma asa completamente para baixo e os elevons da outra asa parcialmente para baixo.
Uma aeronave com elevons é controlada como se o piloto ainda tivesse superfícies separadas de aileron e profundor à sua disposição, controladas pelo manche ou manche. As entradas dos dois controles são misturadas mecanicamente ou eletronicamente para fornecer a posição apropriada para cada elevon.

## Aplicações

### Aviões operacionais

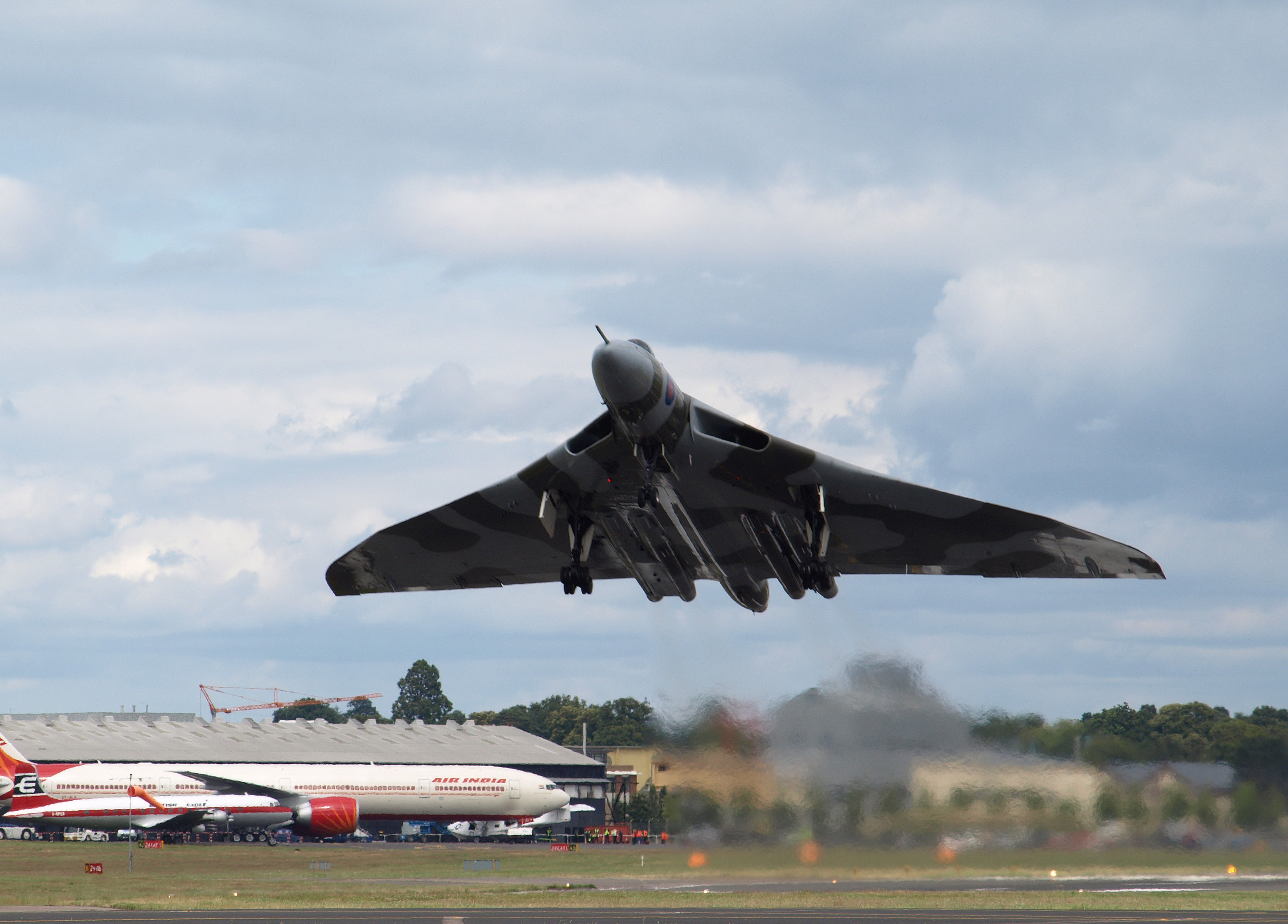
Um Avro Vulcan XH558 levantando voo no Farnborough Airshow de 2008.

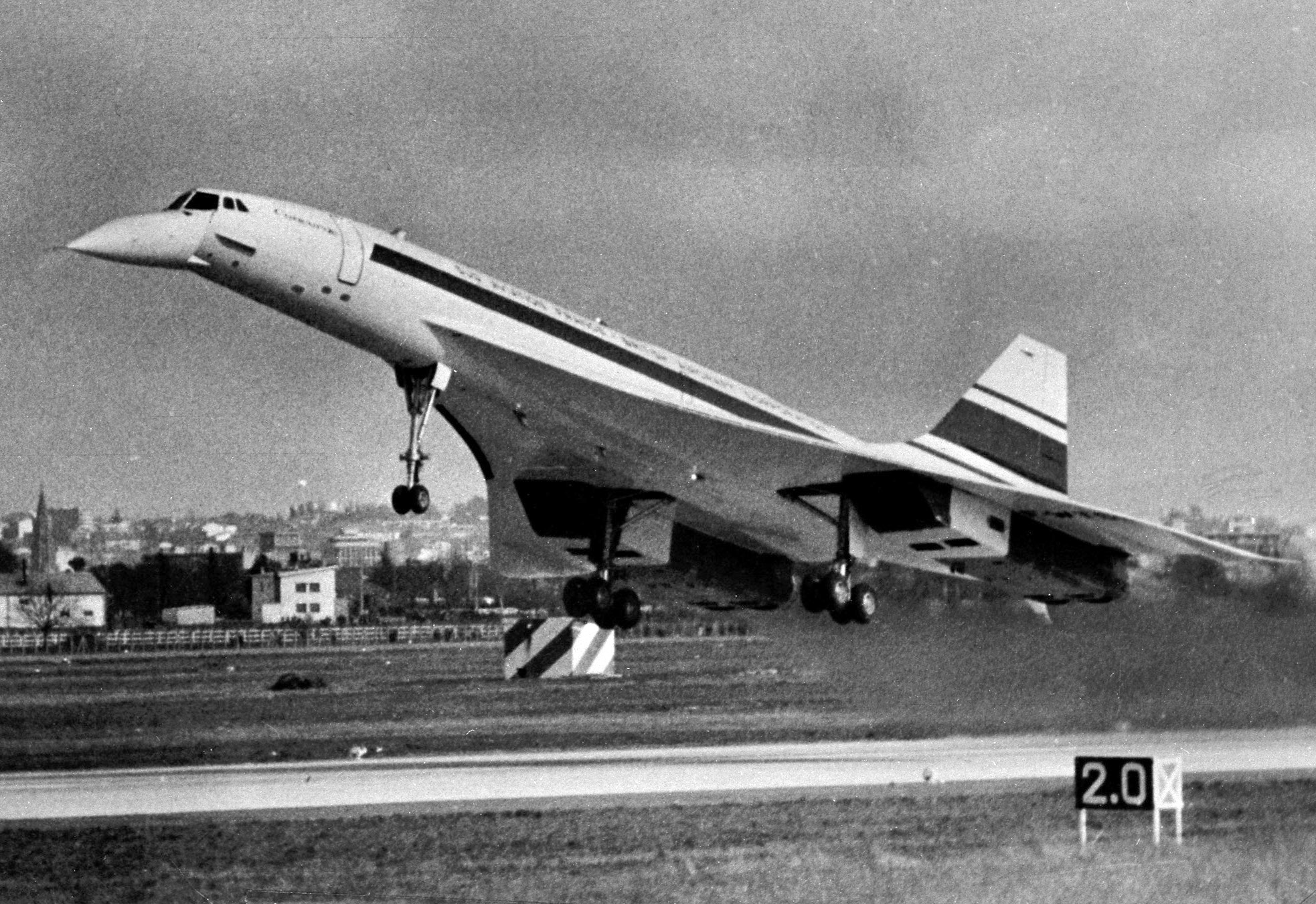
O primeiro voo do Concorde 001 em 1969.

Uma das primeiras aeronaves operacionais a utilizar elevons foi o Avro Vulcan, um bombardeiro estratégico operado pela Força Aérea Real da Força Aérea. A variante de produção original do Vulcan, designada como B.1, não tinha elevons presentes; em vez disso, usou um arranjo de quatro elevadores internos e quatro ailerons externos ao longo de sua asa delta para controle de vôo. O Vulcan recebeu elevons em sua segunda variante amplamente redesenhada, o B.2'; todos os elevadores e ailerons foram excluídos em favor de oito elevons. Quando voava em baixa velocidade, os elevons operavam em conjunto com os seis freios aerodinâmicos de três posições acionados eletricamente.
Outra aeronave das primeiras a usar elevons foi o Convair F-102 Delta Dagger, um interceptador operado pela Força Aérea dos Estados Unidos. Alguns anos após a introdução do F-102, a Convair construiu o B-58 Hustler, um dos primeiros bombardeiros supersônicos, que também era equipado com elevons.
Talvez a aeronave mais icônica equipada com elevons tenha sido o Aérospatiale/BAC Concorde, um avião de passageiros supersônico britânico-francês. Além da necessidade de manter o controle direcional preciso ao voar em velocidades supersônicas, os projetistas também foram confrontados com a necessidade de abordar adequadamente as forças substanciais que foram aplicadas à aeronave durante as inclinações e curvas, o que causou torções e distorções da estrutura da aeronave. A solução aplicada para ambas as questões foi via gestão dos elevões; especificamente, como a velocidade da aeronave variava, a relação ativa entre os elevons internos e externos foi ajustada consideravelmente. Apenas os elevons mais internos, que estão ligados à área mais rígida das asas, estariam ativos enquanto o Concorde voasse em alta velocidade.
O Space Shuttle Orbiter foi equipado com elevons, embora estes só pudessem ser operados durante o vôo atmosférico, que seriam encontrados durante a descida controlada do veículo de volta à Terra. Havia um total de quatro elevons afixados nas bordas de fuga de sua asa delta. Enquanto voava fora do vôo atmosférico, o controle de atitude do Shuttle era fornecido pelo Sistema de Controle de Reação (RCS), que consistia em 44 propulsores de foguete compactos movidos a líquido controlados por meio de um sofisticado sistema de controle de vôo fly-by-wire.
O Northrop Grumman B-2 Spirit, uma grande asa voadora operada pela Força Aérea dos Estados Unidos como um bombardeiro estratégico furtivo, também usou elevons em seu sistema de controle. A Northrop optou por controlar a aeronave através de uma combinação de lemes de freio divididos e impulso diferencial após avaliar vários meios diferentes de exercer controle direcional com violação mínima no perfil de radar da aeronave. Quatro pares de superfícies de controle são posicionados ao longo da borda de fuga das asas; enquanto a maioria das superfícies são usadas em todo o envelope de voo da aeronave, os elevons internos normalmente só são aplicados durante o voo em baixas velocidades, como na aproximação para o pouso. Para evitar possíveis danos de contato durante a decolagem e fornecer uma atitude de arfagem de nariz para baixo, todos os elevons permanecem caídos durante a decolagem até que uma velocidade alta o suficiente seja alcançada. As superfícies de voo do B-2 são automaticamente ajustadas e reposicionadas sem a intervenção do piloto para fazê-lo, sendo essas mudanças comandadas pelo complexo sistema de controle de voo fly-by-wire controlado por computador quadruplex da aeronave para neutralizar a instabilidade inerente da configuração da asa voadora.

### Programas de pesquisa

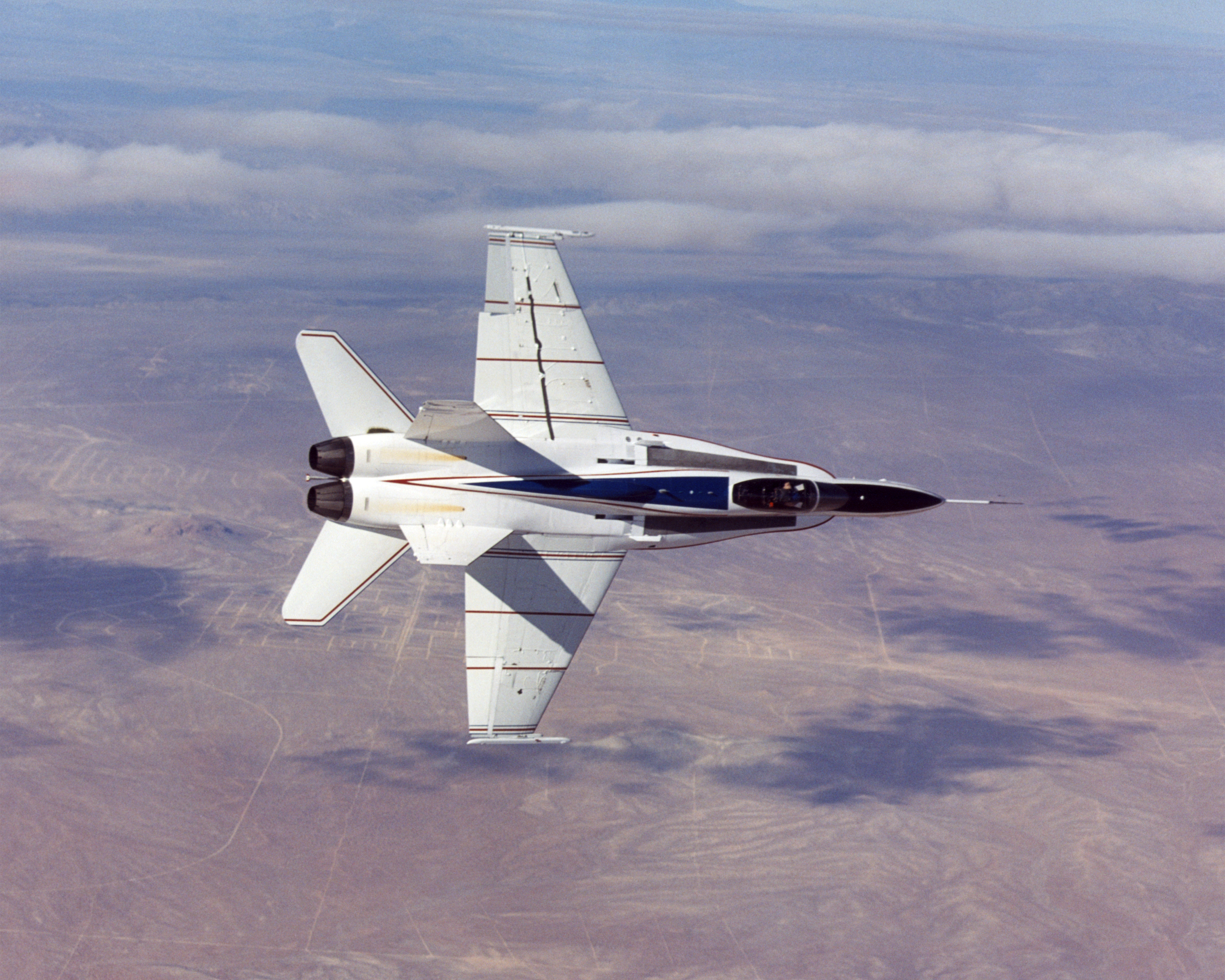
Um X-53 Active Aeroelastic Wing em voo.

Vários esforços de pesquisa e desenvolvimento de tecnologia existem para integrar as funções de sistemas de controle de voo de aeronaves como ailerons, elevadores, elevons e flaps em asas para realizar o propósito aerodinâmico com as vantagens de menos: massa, custo, arrasto, inércia resposta de controle), complexidade (mecanicamente mais simples, menos peças ou superfícies móveis, menos manutenção) e seção transversal de radar para furtividade. No entanto, a principal desvantagem é que quando os elevons se movem em uníssono para aumentar o passo da aeronave, gerando sustentação adicional, eles reduzem a curvatura, ou curvatura descendente da asa. A curvatura é desejável ao gerar altos níveis de sustentação e, portanto, os elevões reduzem a sustentação e a eficiência máximas de uma asa. Estes podem ser usados em muitos veículos aéreos não tripulados (UAVs) e aeronaves de caça de sexta geração. Duas abordagens promissoras são asas flexíveis e fluídica.
Em asas flexíveis, grande parte ou toda a superfície da asa pode mudar de forma em voo para desviar o fluxo de ar. A Asa Aeroelástica Ativa X-53 é um esforço da NASA. O Adaptive Compliant Wing é um esforço militar e comercial.
Na fluídica, as forças nos veículos ocorrem via controle de circulação, em que peças mecânicas maiores e mais complexas são substituídas por sistemas fluídicos menores e mais simples (slots que emitem fluxos de ar) onde forças maiores nos fluidos são desviadas por jatos menores ou fluxos de fluido intermitentemente, para mudar a direção dos veículos. Nesse uso, a fluídica promete menor massa, custos (até 50% menos) e inércia e tempos de resposta muito baixos e simplicidade.